# ناصر الخرافي
ناصر محمد عبد المحسن الخرافي (1944 - 17 أبريل 2011)، رجل أعمال كويتي ورئيس مجموعة الخرافي. وهو نجل رجل الأعمال الراحل محمد عبد المحسن الخرافي وأخ رئيس مجلس الأمة الكويتي السابق جاسم الخرافي. توفي بفجر يوم 17 أبريل 2011 الموافق 13 جمادى الأولى 1432 هـ في القاهرة إثر سكتة قلبية.
صنفته مجلة فوربس (مع عائلته) ضمن قائمة أغنى أغنياء العالم بثروة قدرتها بـ 14 مليار دولار لعام 2008 متقدما ستة مراتب عن سنة 2007

## حياته الدراسية
درس في المثنى وانتقل إلى كلية فيكتوريا في الإسكندرية ليأخذ منها الدراسة الجيدة، والاعتماد على النفس وفق النظام الإنكليزي، وهناك فقد والدته غنيمة جاسم بودي، أكمل دراسته العليا في بريطانيا بتخصص إدارة أعمال ليرضي ميوله منذ الشباب بالعمل في التجارة الحرة.

## حياته العائلية
متزوج من السيدة فوزية سيد علي سيد سليمان الرفاعي وله 5 أبناء منهم مرزوق الذي شغل منصب نائب رئيس مجلس الإدارة في المجموعة. وترأس ناصر الخرافي «مجموعة الخرافي» التي تأسست في سبعينيات القرن الماضي وتضم عددا كبيرا من الشركات التي تقدم خدماتها في مجالات الهندسة والإنشاءات والصيانة إضافة إلى قطاعات النفط والمياه والكيماويات والطاقة والأغذية، كما تمتلك حصة رئيسة في شركة الاتصالات المتنقلة (زين) الكويتية وأسهما في عدة شركات مدرجة في البورصة الكويتية.

## حياته التجارية
ترأس مجموعة الخرافي والتي تضم: شركة الأغذية الكويتية (أمريكانا)، و«ويمبي» و«تي. جي. أي فرايديز» و«كادبوري بيتزاهت» و«سينت سيتامون» ومجموعة الشركة الوطنية للأعمال الكهربائية والوطنية.
عندما منحته الجامعة الأميركية في بيروت عام 2006 شهادة الدكتوراه الفخرية قدمته باعتبار أن الفضل يعود إليه في تطوير خطة استثمار ليبرالية لفتح قطاعات إستراتيجية في المنطقة، وأن مجموعة الخرافي اتبعت نظام البناء والتشغيل والنقل B.O.T لمشاريع البناء في المنطقة وهي المعروفة بتعدد فروعها.[بحاجة لمصدر]
وفي الكلمة التي ألقاها بالمناسبة قال «تحرص المجموعة على إحداث أثر إيجابي وتقديم تكنولوجيا جديدة وطرق للمعرفة المتطورة والقيم والفضائل وتوفير فرص عمل، ومن خلال انشطتها الاجتماعية توفر الدعم للمبادرات التي تتعلق بالتعليم والرياضة والفنون والعناية بالصحة العامة ومنظمات المجتمع المدني».[بحاجة لمصدر]
تعود مجموعة الخرافي إلى عام 1952 عندما قام والده محمد عبد المحسن الخرافي بتأسيسها، كما كان أحد مساهمي بنك الكويت الوطني. فيما شركات ناصر الخرافي أطلقت عام 1976 ومع انطلاقها كشركة وطنية للأشغال والهندسة الكهربائية تنوعت نشاطاتها إلى المقاولات والتجارة.
تولى رئاسة مجموعة الخرافي إضافة إلى رئاسة مجلس إدارة الشركة القابضة المصرية ــــ الكويتية وهو عضو مجلس إدارة بنك الكويت الوطني ورئيس مجلس إدارة الشركة الكويتية للأغذية (أمريكانا).
حرص على أن تكون استثماراته بعد الكويت في المنطقة العربية، التي يتعامل معها «كواجب قومي وعربي».[بحاجة لمصدر]
أقام علاقات شخصية مع العديد من زعماء وقادة العالم، وكان يرى في مصر، التي لها مكانة خاصة في قلبه، أنها خط دفاع للأمة العربية. وفي شبابه كان هواه ناصرياً، مُنح وسام الجمهورية من الطبقة الأولى من جمال عبد الناصر. حيث كان والده محمد عبد المحسن الخرافي من كبار تجار الكويت 

## التكريم والميداليات الحاصل عليها
- ميدالية الاستقلال: حصل عليها من عاهل الأردن الملك عبد الله الثاني عام 2004.[6]
- شهادة فخرية من د. يحيى جامع - رئيس غامبيا عام 2003.
- شهادة الدكتوراه الفخرية من الجامعة الأميركية - بيروت في الآداب عام 2006.

## مهامه السابقة
- رئيس مجموعة الخرافي.
- رئيس مجلس إدارة الشركة القابضة المصرية الكويتية.
- عضو مجلس الإدارة في شركة صناعات الألمنيوم.
- مالك وعضو مجلس إدارة جريدة القبس للطباعة والنشر.
- عضو مجلس إدارة بنك الكويت الوطني.
- عضو مجلس إدارة الشركة الكويتية للأغذية (أمريكانا).
- عضو مجلس إدارة شركة المرطبات التجارية.
- عضو مجلس إدارة مؤسسة الشيخ صباح السالم المبارك الصباح.
- رئيس شركة تطوير المنافع.
- عضو في اللجنة الكويتية الإيرانية لتطوير المشاريع

## أماكن سميت باسمه
- صالة ناصر الخرافي في مقر جمعية الثقافة الاجتماعية.[7]